# Lechâtelet
Lechâtelet település Franciaországban, Côte-d’Or megyében. Lakosainak száma 233 fő (2022. január 1.). Lechâtelet Bonnencontre, Labruyère, Auvillars-sur-Saône, Broin, Glanon és Pagny-la-Ville községekkel határos.

## Népesség
A település népességének változása:
| Lakosok száma | 127  | 108  | 125  | 204  | 211  | 223  | 225  | 216  | 222  | 233  |
|               | 1968 | 1982 | 1990 | 2006 | 2013 | 2015 | 2017 | 2019 | 2020 | 2022 |